# Islam en Asia Central

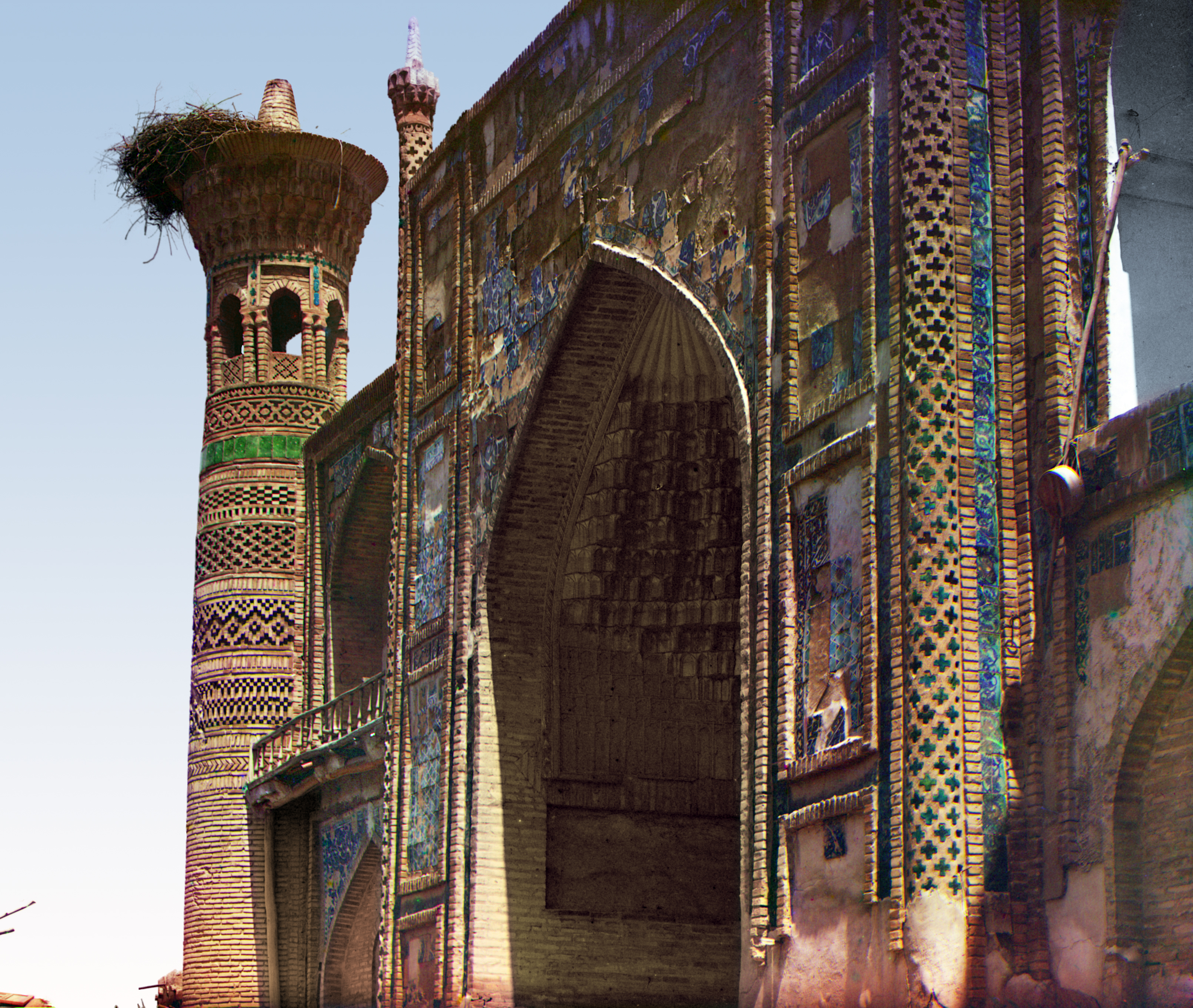
Madrasa en Bujará.

El islam en Asia Central ha existido desde el comienzo de la historia islámica. El islam es la religión más practicada en Asia Central. La escuela hanafí de pensamiento sunita es la más popular, con el chiismo de las denominaciones imamies e ismaelismo predominando en la cordillera del Pamir y en las montañas occidentales de Tian Shan (casi exclusivamente ismaelíes), mientras que se jacta de pertenecer a una gran minoría de la población en el valle del río Zeravshan, desde Samarcanda hasta Bujará (casi exclusivamente imamíes). El islamismo llegó a Asia Central a principios del siglo VIII como parte de la conquista musulmana de Transoxiana. Muchos científicos y filósofos islámicos de renombre, procedían de Asia Central, y varios imperios musulmanes importantes, entre ellos el imperio timurí y el imperio mogol, se originaron en Asia Central. En el siglo XX, la Unión Soviética impuso severas restricciones a la práctica religiosa en la Asia Central soviética y la República Popular China en Xinjiang. Las preocupaciones sobre el radicalismo islámico y la libertad religiosa en la región persisten hasta el día de hoy.

## Historia

### Llegada del Islam y época medieval

Edad Califatos
Expansión bajo Mahoma, 622–632/A.H. 1-11
Expansión durante el califato ortodoxo, 632–661/A.H. 11-40
Expansión durante el califato Omeya, 661–750/A.H. 40-129

La batalla de Talas en 751 entre el califato Abasí y la dinastía Tang china para el control de Asia Central fue el punto de inflexión que inició la conversión masiva al islam en la región.
La mayoría de los kanatos de los pueblos túrquicos se convirtieron al islam en el siglo X. La llegada al territorio Volga Bulgaria de Ahmad ibn Fadlan, embajador del califa de Bagdad, el 12 de mayo de 922, se celebra como un día festivo en el actual Tatarstán.
La islamización de la región ha tenido un profundo impacto en las culturas nativas de la región al moldearlas como parte de la civilización islámica. La islamización en la región también ha tenido el efecto de mezclar el islam con las culturas nativas, creando nuevas formas de prácticas islámicas, conocidas como el islam popular , el defensor más destacado de las cuales fue Ahmad Yasavi, cuya secta sufí Yeseviye atraía mucho a los nómadas locales. Algunos han proclamado que Yasavi era un Khwajagan, sin embargo, algunos eruditos insisten en que su influencia en el chiismo aleví y bektashi no puede ser subestimada.
Hasta la invasión mongola de Asia Central en el siglo XIII, Samarcanda, Bujará y Urgench florecieron como centros de aprendizaje islámico, cultura y arte en la región. La invasión mongol detuvo el proceso durante medio siglo. Otras áreas, como Turkistán, se vieron más influenciadas por elementos chamanistas que aún se pueden encontrar en la actualidad.
Los científicos y filósofos islámicos de Asia Central, incluidos Al-Juarismi, Abu Rayhan Biruni, Al-Farabi y Avicena, tuvieron un impacto importante en el desarrollo de la ciencia europea en los siglos posteriores.
Las tribus turco-mongoles casi en su totalidad tardaron en aceptar ciertos principios islámicos, como abandonar el consumo de alcohol o bañarse antes de orar. Sin embargo, se cree que esto se relaciona más directamente con su estilo de vida nómada y con la tradición local con su fe en Dios y su devoción a la ley y a los textos islámicos.

### Imperio ruso
Después de las conquistas en la región por el imperio ruso en las décadas de 1860 y 1870, el Turquestán ruso quedó bajo su control y fue incorporada al imperio y como gobernador general Konstantín von Kaufman. Las autoridades rusas debatieron sobre la posición que debían adoptar frente al islam en los territorios recién conquistados. Algunos abogaron por una política de represión religiosa, citando la actual Revuelta de Dungan en la vecina dinastía Qing como prueba de la potencial «amenaza» del Islam. Otros, como el general Kaufman y su superior Dimitri Miliutin, preferían una política de tolerancia religiosa suave. Sin embargo, Kaufman estaba preocupado los movimientos panislámicos que harían que los musulmanes del Turquestán ruso consideraran a alguien más que al zar como su gobernante.

### Unión Soviética
Mientras que la práctica del Islam fue ampliamente tolerada por el imperio ruso durante su dominio sobre Asia Central desde mediados de la década de 1860 hasta 1917, el advenimiento del dominio soviético tras las Revoluciones Rusas de 1917 y la subsiguiente guerra civil trajo consigo la oposición marxista a la religión. Durante los primeros años del gobierno bolchevique a principios de la década de 1920, los funcionarios soviéticos adoptaron un enfoque pragmático dando prioridad a otros objetivos (intentar modernizar la cultura, construir escuelas, mejorar la posición de las mujeres) para consolidar su influencia en Asia Central. Durante este tiempo, los bolcheviques cooperaron con los jadids (musulmanes que trabajaban en reformas sociales y culturales como la mejora de la educación) para lograr sus objetivos. En el proceso, los bolcheviques crearon una nueva élite política favorable a la ideología marxista mediante el uso de la propaganda y el nombramiento de funcionarios favorables a sus políticas durante la división de Asia Central en repúblicas separadas según líneas étnicas, en las décadas de 1920 y 1930.
En 1926, el gobierno soviético decidió que había consolidado el control sobre Asia Central lo suficiente como para cambiar la política oficial de la tolerancia del Islam a la condena. El gobierno cerró las escuelas religiosas privadas a favor de las públicas estatales. Entre 1927 y 1929, el estado llevó a cabo una campaña para cerrar mezquitas en Asia Central. Esta operación no estaba bien documentada, pero los relatos existentes indican que a menudo fue violenta y mal controlada, y casi siempre realizada por funcionarios autoproclamados que arrestaron a imanes y destruyeron edificios, denunciando al islam como enemigo del comunismo.
A pesar de estos ataques, el islam en Asia Central sobrevivió al dominio soviético en las décadas siguientes. Sin embargo, se transformó en el proceso: en lugar de formar parte de la esfera pública, el islam se convirtió en una religión orientada a la familia, «localizada y sinónimo de costumbre y tradición». Esto condujo a una homogeneización de la práctica; como las autoridades religiosas no podían publicar tratados o incluso comunicarse entre sí, el acervo de conocimientos religiosos disponibles disminuyó enormemente. Además, el islam estaba muy alejado del discurso público, especialmente en lo que se refiere a su influencia sobre la moral y los valores éticos. Las prácticas religiosas permitidas por el gobierno soviético estaban reguladas por la Administración Espiritual de los Musulmanes de Asia Central y Kazajistán.

### Renacimiento islámico en los años 1980-1990

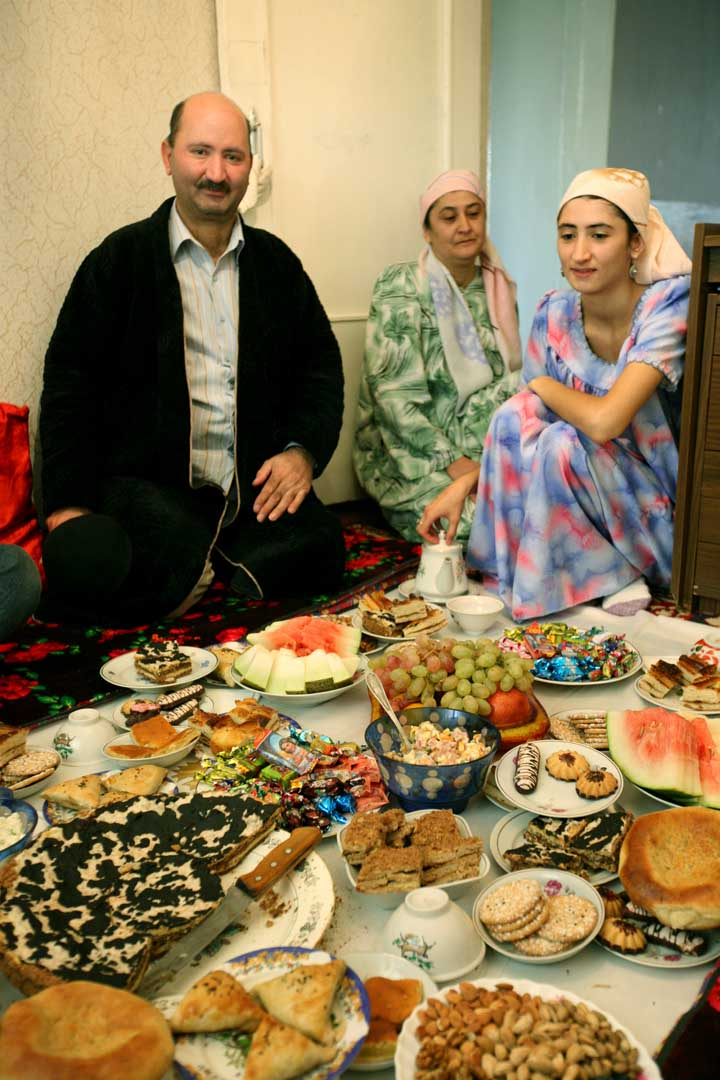
Familia musulmana en Tayikistán celebrando el Eid al-Fitr.

La política de glásnost puesta en práctica por Mijaíl Gorbachov a mediados de los años ochenta significó que en 1988 el gobierno soviético relajó sus controles sobre el islam. Como resultado, hubo un rápido renacimiento religioso, incluyendo nuevas mezquitas, literatura y el regreso de la educación religiosa privada. Muchos centroasiáticos estaban interesados en los valores éticos y espirituales que el islam podía ofrecer.
El renacimiento se aceleró aún más tras el colapso de la Unión Soviética en 1991. Para muchos, el islam constituye un patrimonio nacional que ha sido reprimido durante la era soviética. Además, las relajadas restricciones de viaje bajo Gorbachov permitieron el intercambio cultural con otros países musulmanes; Arabia Saudita, por ejemplo, envió copias del Corán a la Unión Soviética a finales de la década de 1980. El islam como se practica en Asia Central se ha vuelto mucho más variado en este corto tiempo. Además, el islam era atractivo porque ofrecía alternativas y soluciones a la miríada de problemas políticos y económicos a los que se enfrentaban las repúblicas tras el colapso de la Unión Soviética.
Sin embargo, los gobiernos de las repúblicas de Asia Central desconfiaban del Islam en la esfera política. Sus temores de influencia indebida se justificaron pronto por el estallido de la Guerra civil tayika en 1992, entre el gobierno tayiko y una coalición de opositores liderados por un grupo islamista radical llamado el Partido del Renacimiento Islámico de Tayikistán. La guerra civil, que duró hasta 1997, demostró a las otras antiguas repúblicas soviéticas los peligros que representaban los grupos de oposición islámica. La toma de control de Afganistán en 1996 por los talibanes subrayó aún más esa amenaza.
El Partido del Renacimiento Islámico de Tayikistán (IRP) fue uno de varios grupos de oposición islámica similares, incluyendo el Movimiento Islámico de Uzbekistán (IMU), que también luchó contra el gobierno tayiko en la guerra civil. El IRP tuvo sus orígenes en grupos islámicos clandestinos de la Unión Soviética. Se formó en 1990 en Astracán por un grupo formado en su mayoría por intelectuales tártaros, con ramas separadas para cada república soviética. De hecho, estaba registrado como partido político oficial en Rusia, pero fue prohibido por los gobiernos comunistas de Asia Central. En parte como resultado de esta opresión, la oposición política estalló en la violencia de la guerra civil en Tayikistán, en la que más de 50.000 personas murieron de una población de 6 millones y otras 250.000 huyeron del país hacia Afganistán, Uzbekistán o cualquier otro lugar. Tras la guerra civil, el gobierno tayiko incorporó grupos islámicos al gobierno para evitar tensiones futuras. Sin embargo, las otras repúblicas de Asia Central no siguieron este ejemplo, sino que continuaron reprimiendo y persiguiendo a los grupos islámicos en lugar de permitirles participar en el proceso político.
No todos los movimientos islámicos fueron violentos como el IRP; el movimiento islámico radical más popular en Asia Central durante la década de 1990 fue el no violento Hizb ut-Tahrir, aunque no adoptó los mismos métodos violentos que grupos como el IRP y el IMU, su objetivo declarado era unir a todos los países musulmanes a través de métodos pacíficos y reemplazarlos con un califato restaurado. Por esta razón, los gobiernos de Asia Central lo consideran una amenaza y lo han declarado ilegal como grupo subversivo en las repúblicas de Asia Central.

### sigloXXI
Tras los ataques terroristas del 11 de septiembre de 2001, las potencias extranjeras se interesaron mucho más en prevenir la propagación de organizaciones terroristas islámicas radicales como el IMU. Las repúblicas de Asia Central ofrecieron su territorio y espacio aéreo para que Estados Unidos y sus aliados los utilizaran en operaciones contra los talibanes en Afganistán, y la comunidad internacional reconoció la importancia de garantizar la estabilidad en Asia Central para combatir el terrorismo.
Poderes como Estados Unidos, Rusia y China no estaban interesados únicamente en combatir el terrorismo; utilizaron la guerra contra el terrorismo para promover sus agendas políticas y económicas en la región, en particular sobre la explotación de los recursos energéticos de Asia Central.
En Tayikistán, el gobierno aprovechó este cambio de actitud internacional para erosionar la posición del Islam en la política, adoptando medidas como prohibir el hijab (que no es tradicional en Tayikistán, debido al gobierno soviético) en las escuelas públicas y reducir el derecho legal de los grupos islámicos.
Desde 2001, las tensiones étnicas y religiosas en las repúblicas de Asia Central combinadas con la pobreza endémica y el bajo rendimiento económico las han hecho cada vez más volátiles. Sin embargo, los gobiernos utilizan con frecuencia los grupos islámicos como justificación para la represión, ya que esos grupos son la causa de la violencia, con mayor frecuencia. Por ejemplo, en mayo de 2005, el gobierno uzbeko masacró a más de 700 de sus propios civiles que se manifestaron después de un juicio a 23 presuntos radicales islámicos, diciendo que eran terroristas. Aunque los eventos de la masacre fueron complejos, este relato simplista parece ser falso; en cambio, fue el caso del gobierno uzbeko que reprimió a los manifestantes pacíficos, tal vez intentando evitar el tipo de revuelta popular como la Revolución de los Tulipanes que había ocurrido dos meses antes en Kirguistán, derrocando al presidente Askar Akáyev. En general, la militancia islámica en Asia Central no es una amenaza importante para la estabilidad regional en comparación con la gran cantidad de problemas sociales y económicos, como la devastación ambiental alrededor del Mar de Aral, la pobreza endémica, la educación deficiente, que aquejan a la región. El experto en Asia Central, Adeeb Khalid, escribe que la situación en Asia Central demuestra sobre todo que el islam es un fenómeno complejo que rechaza la clasificación fácil en «bueno» y «malo», «moderado» y «extremista», y que la forma que toma el islam en Asia Central no es la forma que toma en otros lugares. «Para los observadores», escribe, «es fundamental tener una perspectiva, discernir claramente los intereses políticos en cuestión…»
| Bandera                 | País         | Población (2009E) | % de musulmanes |
| ----------------------- | ------------ | ----------------- | --------------- |
| Bandera de Kazajistán   | Kazajistán   | 15.422.000        | 70,2 %          |
| Bandera de Kirguistán   | Kirguistán   | 5.317.000         | 87,6 %          |
| Bandera de Tayikistán   | Tayikistán   | 7.076.598         | 96,7 %          |
| Bandera de Turkmenistán | Turkmenistán | 5.097.028         | 89 %            |
| Bandera de Uzbekistán   | Uzbekistán   | 27.780.059        | 88 %            |